# John McClelland (Fußballspieler, 1955)
John McClelland (* 7. Dezember 1955 in Belfast) ist ein ehemaliger nordirischer Fußballspieler und kurzzeitiger -trainer. Der 53-fache Nationalspieler und WM-Teilnehmer von 1982 und 1986 war in den frühen 1980ern bei den Glasgow Rangers in Schottland beschäftigt, dort mit zwei Titeln im sportlich nur mäßig bedeutsamen Ligapokal aber wenig erfolgreich. Nach gut viereinhalb Jahren beim englischen Erstligisten FC Watford wechselte der Innenverteidiger zu Leeds United und gewann dort im vergleichsweise fortgeschrittenen Fußballeralter von 36 Jahren die englische Meisterschaft. Während eines kurzen Ausflug ins Cheftrainerfach betreute er zwischen Dezember 1992 und Mai 1993 den schottischen Erstligisten FC St. Johnstone als Spielertrainer.

## Profikarriere

### Erste Stationen (1974–1981)
Erste nennenswerte Profistation des in Nordirland geborenen McClelland war nach Anfängen beim heimischen FC Portadown ab Februar 1974 der walisische Klub Cardiff City, wo er jedoch nur zu vier Einsätzen in der zweiten englischen Liga kam – davon nur einer von Beginn an. Zum Ende der Saison 1974/75 wechselte er zu Bangor City, das wie Cardiff im englischen Ligaverbund spielte, wenngleich nur in der semiprofessionellen Northern Premier League. In den letzten beiden der drei Jahre bis 1978 verhalf McClelland immerhin zu respektablen Platzierungen auf dem vierten bzw. dritten Rang.
Im Mai 1978 nahm McClelland schließlich einen zweiten Anlauf im englischen Profifußball und schloss sich für eine Ablösesumme von 8.000 Pfund dem Drittligisten Mansfield Town an. Dort reifte er – trotz des Abstiegs in der Saison 1979/80 – zu einem der konstantesten zentralen Abwehrspieler der Liga, den es im Mai 1980 sogar erstmals in die nordirische A-Nationalmannschaft verschlug.

### Glasgow Rangers (1981–1984)
Als McClelland im Juni 1981 für eine Ablösesumme von 90.000 Pfund zu den Glasgow Rangers stieß, spielte er bereits in der vierten der „Home Nations“ des Vereinigten Königreichs auf Profiebene. Am 26. August 1981 debütierte er im Ligapokal gegen die Raith Rovers (3:1) und seine erste Saison 1981/82 schloss er mit 22 Ligapartien ab. Dabei strahlte er mit seiner stattlichen Statur zwar eine hohe Präsenz im Abwehrverbund aus, konnte aber auch nicht dazu beitragen, dass aus den Rangers ein ernsthafter Titelaspirant wurde. Bereits zum zweiten Mal in Serie belegte das Team nur den dritten Abschlusstabellenplatz, was nach schottischen Maßstäben angesichts des üblichen Dauerzweikampfs zwischen den Rangers und Celtic eine nahezu historische Pleite bedeutete. Die Enttäuschungen fanden auch in McClellands zweitem Jahr kein Ende und die „Hellblauen“ belegten hinter dem neuen Meister Dundee United, Celtic sowie dem von Alex Ferguson trainierten FC Aberdeen mit jeweils deutlichem Abstand den vierten Rang – dazu kamen Finalniederlagen im Ligapokal und FA Cup gegen Celtic und Aberdeen.
Nachdem Derek Johnstone im Sommer 1983 zum FC Chelsea gewechselt war, wurde McClelland zum neuen Mannschaftskapitän ernannt. Unter der neuen Führung gewann der Klub im März 1984 dank dreier Finaltore von Ally McCoist gegen Celtic den Ligapokal. Die erhoffte Wende im Ligaalltag konnte aber nicht eingeleitet werden und erneut platzierten sich die Rangers hinter dem neuen Meister aus Aberdeen sowie Celtic und Dundee United. Zu den sportlichen Problemen gesellten sich atmosphärische Störungen zwischen McClelland und der Vereinsführung. Dieser verlangte in Anbetracht seines wachsenden Stellenwerts als Kapitän eine Gehaltsaufbesserung und nach dem Scheitern der Verhandlungen bat er um eine Freigabe für einen Wechsel, was wiederum die Fronten endgültig verhärtete. Erst Verletzungsprobleme im Kader sorgten dafür, dass er wieder – wenngleich ohne Kapitänsbinde – in die Mannschaft zurückkehrte, obwohl ein Kompromiss offensichtlich außer Reichweite war. Seine letzte Partie bestritt er für die Rangers im November 1984, als er im UEFA-Pokalrückspiel dem italienischen Inter Mailand gegenüberstand. Die Vorzeichen waren denkbar schlecht, denn nicht nur musste er mit seinen Mannen ein 0:3 aufholen; dazu kam, dass er in einer ungewohnten Rolle als Mittelstürmer neben Iain Ferguson und Dave Mitchell aufgeboten wurde. Diese unkonventionelle Maßnahme war jedoch erfolgreich; die Abwehrspieler von Inter kamen mit der etwas sperrigen Spielweise von McClelland nur schlecht zurecht und sahen sich ihrerseits mit einem 0:3-Rückstand konfrontiert, bevor schließlich Alessandro Altobelli den entscheidenden 1:3-Treffer erzielte. Binnen weniger Tage verließ McClelland dann Glasgow und schloss sich dem englischen FC Watford in der First Division unter Trainer Graham Taylor an. Avancen des FC Aberdeen hatte McClelland dabei ausgeschlagen, da sein Entschluss auch eine bewusste Entscheidung gegen die schottische und für die englische Liga war.

### FC Watford (1984–1989)
Bereits unmittelbar nach dem Wechsel beabsichtigte Taylor, McClelland zu seinem neuen Kapitän zu ernennen. Dieser lehnte das Ansinnen jedoch ab und votierte stattdessen erfolgreich für den amtierenden Wilf Rostron. Obwohl McClelland aufgrund seines ungewöhnlichen und etwas plump wirkenden Laufstils gelegentlich auf Vorbehalte traf, etablierte er sich schnell in der obersten englischen Spielklasse. Bei seinem Debüt für die „Hornets“ am 10. November 1984 gegen den AFC Sunderland (3:1) harmonierte er gut in der Innenverteidigung mit Steve Terry und auch in der Folgezeit ergänzte sich das Duo sehr erfolgreich – während sich Terry in erster Linie physisch stark zeigte, nutze McClelland seine Schnelligkeit. Später war dann Steve Sims der zentrale Abwehrspieler an seiner Seite.
Sportlich verliefen die Jahre bis zum Ende der Saison 1986/87 recht stabil und der FC Watford landete stets im Mittelfeld der First Division. Als dann Taylor den Verein in Richtung Aston Villa verließ, setzte der Klub aber zu einer Talfahrt an. Unter dem neuen Trainer Dave Bassett wuchsen die Spannungen und in der Mannschaft, deren Gesicht aufgrund zahlreicher Transfers stetig verändert wurde, war McClelland eine der wenigen Konstanten. McClelland gewann nach Ablauf der Saison 1987/88 – wie bereits zwei Jahre zuvor – die vereinsinterne Auszeichnung zum „Spieler des Jahres“, aber der Klub stieg schließlich als Vorletzter in die Zweitklassigkeit ab – auch Bassetts Nachfolger Steve Harrison hatte ab Januar 1988 das Ruder nicht mehr herumreißen können. Ein weiteres Jahr blieb McClelland dem Verein in der Second Division treu, bevor er eine Vertragsklausel für einen Wechsel nutzte. Dabei hatte ihn zunächst sein ehemaliger Förderer Graham Taylor für Aston Villa im Auge, bevor er sich für Paul McGrath entschied. Stattdessen schloss er sich im Juni 1989 für eine Ablösesumme von 100.000 Pfund dem Zweitligakonkurrenten Leeds United an.

### Leeds United (1989–1992)
Die drei Jahre, in denen McClelland bei Leeds United unter Vertrag stand, waren wechselhaft. Der bereits fast 34-jährige Neuzugang hatte speziell mit den Strapazen in und nach der Abstiegssaison in Watford zu tun, war übertrainiert und vor allem sein Knöchel war in einem derart schlechten Zustand, dass er sich zwar für die Pflichtspiel fit melden, einen täglichen Trainingsrhythmus jedoch nicht absolvieren konnte. Sein Beitrag zum Aufstieg des Vereins 1990 in die höchste englische Spielklasse war mit drei Ligaspielen dementsprechend gering; dazu lieh ihn sein neuer Klub im Januar 1990 an Watford bis zum Ende der Saison zurück, wo er jedoch auch nur zu einem Einsatz kam.
Erst in der Meisterschaftssaison 1991/92 kämpfte er sich zurück in die Mannschaft und absolvierte 22 Pflichtspiele. Die 18 Ligapartien genügten zudem für den Erhalt einer Meistermedaille, ungeachtet dessen, dass er ab März 1992 die Saison auf Leihbasis für den Erstligaabstiegskandidaten Notts County zu Ende bestritt.

### Karriereausklang (1992–1997)
McClelland kehrte im August 1992 in die schottische Liga zurück und diente seinem neuen Klub FC St. Johnstone zwischen Dezember 1992 und Mai 1993 als Spielertrainer. In der Funktion des Cheftrainers tat er sich jedoch schwer, zumal er nachher selbstkritisch anmerkte, über Gegebenheiten und Spieler der schottischen Liga zu wenig gewusst zu haben und sich fast ausschließlich im englischen Fußball ausgekannt zu haben.
Letzte Stationen waren der schottische FC Arbroath und in die in der Irish League spielenden Carrick Rangers, bevor er sich für jeweils kurze Zeit den Wycombe Wanderers und Yeovil Town in der Funktion des Ersatzspielers im Falle von Verletzungen zur Verfügung stellte. Nach einem Rücktritt kehrte er im Oktober 1996 noch einmal für den FC Darlington in den Profifußball zurück. Sein Kurzengagement, das auch die Funktion des Kotrainers umfasste, endete jedoch im selben Monat mit einem Beinbruch bei seinem einzigen Einsatz gegen Hartlepool United.

## Nordirische Nationalmannschaft
Obwohl anfänglich nur für das unterklassige Mansfield Town aktiv, kam McClelland am 16. Mai 1980 zu seinem A-Länderspieldebüt für Nordirland. Wurde er dort noch erst in der zweiten Halbzeit gegen Schottland (1:0) für den Torschützen Billy Hamilton eingewechselt, stand er anlässlich einer Länderspielreise in Australien im Juni 1980 gleich dreimal in der Anfangsformation. Begünstigst wurde die Nationalmannschaftskarriere auch durch seinen Wechsel zu den Glasgow Rangers. Er war schließlich der einzige Spieler aus den Reihen den Glasgow Rangers, der bei der WM 1982 in Spanien zum Einsatz kam. Dort absolvierte er alle fünf Partien und stand auch in der Mannschaft, die mit dem 1:0-Sieg gegen den Gastgeber für eine große Überraschung sorgte.
Am 30. März 1983 schoss er während ein EM-Qualifikationsspiels gegen die Türkei sein erstes und einziges Tor für Nordirland. Bei der nächsten Endrundenteilnahme bei der WM 1986 in Mexiko war McClelland anschließend zwar nominiert, kam aber in den drei Partien bis zum Aus in der ersten Gruppenphase nicht zum Zuge. Erst im November 1986 feierte er sein Comeback und war anstelle von Sammy McIlroy außerdem noch Kapitän. In dieser Funktion stand er dem Team bis zum 27. März 1990 zur Verfügung, als er sich mit einer 2:3-Heimniederlage gegen Norwegen beim 53. Länderspiel verabschiedete.

## Titel/Auszeichnungen
- Englische Meisterschaft (1): 1992
- Schottischer Ligapokal (2): 1984, 1985[3]